# Elke Biesendorfer
Elke Biesendorfer (* 2002 in Frankfurt) ist eine deutsch-amerikanische Schauspielerin.

## Leben
Im Spielfilm Das Licht von Tom Tykwer spielte Elke Biesendorfer die Tochter Frieda. Das Drama lief als Eröffnungsfilm der 75. Internationalen Filmfestspiele Berlin 2025. Elke Biesendorfer und ihr Filmpartner Julius Gause, die in dem Film Zwillinge darstellen, wurden als Entdeckungen des Films bewertet.

## Filmografie
- 2025: Das Licht

## Theaterrollen
- 2023: Attack on Poyritz, Volksbühne am Rosa-Luxemburg-Platz
- 2022: TEX, Volksbühne am Rosa-Luxemburg-Platz
- 2022: Diebes Füße, Volksbühne am Rosa-Luxemburg-Platz